# Высокое (Шаблыкинский район)
Высо́кое — село в Шаблыкинском районе Орловской области России. Входит в состав Косулического сельского поселения.

## География
Село находится в западной части Орловской области, в лесостепной зоне, в пределах центральной части Среднерусской возвышенности, на берегах реки Навля, на расстоянии примерно 3 км (по прямой) к западу от посёлка городского типа Шаблыкино, административного центра района. Абсолютная высота — 177 м над уровнем моря.

### Климат
Климат умеренно континентальный, с умеренно холодной зимой и тёплым летом. Среднегодовая температура воздуха — 4,9 °C. Средняя многолетняя температура самого холодного месяца (января) составляет −9,7 °С, средняя температура самого тёплого (июля) — 19 °С. Среднегодовое количество осадков составляет 490—590 мм, из которых большая часть выпадает в тёплый период. Устойчивый снежный покров сохраняется в течение 126 дней.

### Часовой пояс
Село Высокое, как и вся Орловская область, находится в часовой зоне МСК (московское время). Смещение применяемого времени относительно UTC составляет +3:00.

## Население
| 2002 | 2010 |
| ---- | ---- |
| 137  | ↘114 |

### Половой состав
По данным Всероссийской переписи населения 2010 года в гендерной структуре населения мужчины составляли 45,6 %, женщины — соответственно 54,4 %.

### Национальный состав
Согласно результатам переписи 2002 года, в национальной структуре населения русские составляли 98 % из 137 чел.

## Известные уроженцы
- Живалёв, Пётр Кириллович (1902—1953) — советский военный деятель, полковник.